# Jürgen Gansäuer

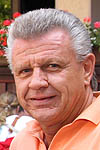
Jürgen Gansäuer (2006)

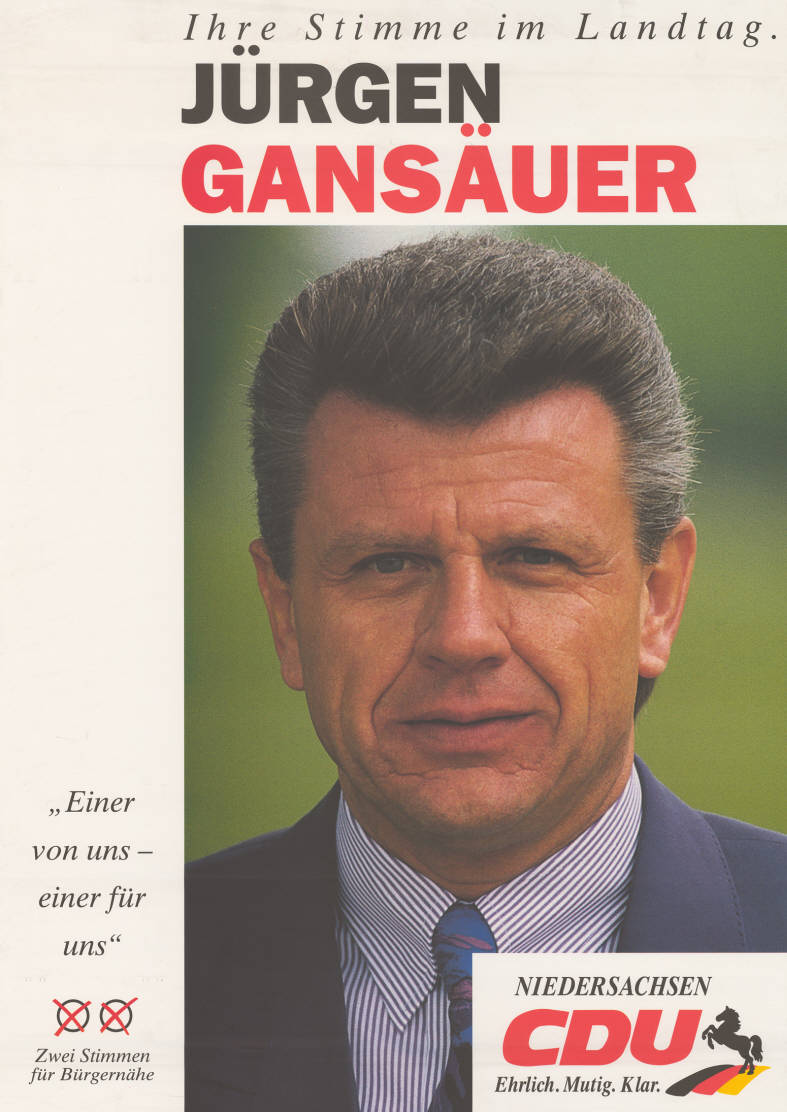
Kandidatenplakat zur Landtagswahl in Niedersachsen 1994

Jürgen Gansäuer (* 19. Februar 1944 in Hahnenklee-Bockswiese) ist ein deutscher Politiker (CDU). Von 2003 bis 2008 war er Präsident des Niedersächsischen Landtages.

## Leben
Nach dem Besuch der Volksschule in Laatzen begann Jürgen Gansäuer 1958 eine Lehre als Buchdrucker, die er 1961 mit der Gesellenprüfung abschloss. Gansäuer wurde evangelisch-lutherisch erzogen und entschloss sich nach der Ausbildung zunächst ein freiwilliges Diakonisches Jahr in den Rotenburger Werken anzutreten. 
Schon zu dieser Zeit knüpfte er erste Kontakte zur Politik. Während seiner weiteren Ausbildung als Industriekaufmann im graphischen Gewerbe trat er 1963 mit 19 Jahren der CDU bei. Zusätzlich engagierte er sich in seiner Jugend in christlichen Vereinen wie dem CVJM und wurde Vorsitzender des Stadtjugendringes Laatzen. 1968 wurde Gansäuer schließlich selbstständiger Kaufmann.
Neun Jahre nach dem Eintritt in die CDU wurde Jürgen Gansäuer Ratsherr der Stadt Laatzen und blieb dies bis 1991. Ebenfalls im Jahre 1972 wurde Gansäuer Kreistagsabgeordneter im Landkreis Hannover; dieses Amt bekleidete er bis 1994. Zwei Jahre später, 1974, wurde er für sieben Jahre Vorsitzender des CDU-Kreisverbandes Hannover-Land. Von 1979 bis 2008 war er Vorsitzender des CDU-Bezirksverbandes Hannover.
Abgeordneter des Niedersächsischen Landtags war Jürgen Gansäuer von 1974 bis 2008. Von 1982 bis 1988 war er stellvertretender Vorsitzender und von 1988 bis 1994 Vorsitzender der CDU-Landtagsfraktion. 
1994 wurde er Vizepräsident des Niedersächsischen Landtages. Nach dem Sieg der CDU bei der Landtagswahl 2003 wurde er Präsident des Landtags; zusätzlich war er Vorsitzender des Ausschusses zur Vorbereitung der Wahl der Mitglieder des Staatsgerichtshofs.
Bei der Landtagswahl 2008 trat Gansäuer aus persönlichen Gründen nicht wieder an. Seit 11. Juli 2008 ist er Schirmherr der Nachbarschaftshilfe und Freiwilligenagentur SPONTAN in Sarstedt.
Zwischen 2008 und 2014 studierte Jürgen Gansäuer als ordentlicher Student an der Georg-August-Universität Göttingen. Nachdem er 2011 seinen Bachelorstudiengang mit Geschichte als Hauptfach und Kunstgeschichte als Nebenfach abgeschlossen hatte, schloss er 2014 seinen Masterstudiengang Geschichte erfolgreich ab. Seine Abschlussarbeit befasste sich mit den Tagebüchern von Herzog Wilhelm von Braunschweig, mit dem 1884 das Welfenhaus in seiner älteren Linie ausstarb.
Im Februar 2012 wurde ihm von Ministerpräsident David McAllister die höchste Auszeichnung Niedersachsens, die Landesmedaille, verliehen.
Gansäuer ist seit Februar 2013 stellvertretender Vorsitzender des Kuratoriums bei der Klosterkammer Hannover und hat im November 2013 sein Buch Welfen auf Englands Thron, das sich u. a. mit der Personalunion beschäftigt, veröffentlicht.

## Schriften (Auswahl)
- Landesgeschichte im Landtag. Der Präsident des Niedersächsischen Landtages, Referat für Presse, Öffentlichkeitsarbeit, Protokoll (Hrsg.), Hahnsche Buchhandlung, Hannover 2007.
- Zukunft braucht Herkunft. Eine Auswahl politisch-historischer Reden. Mit einem Geleitwort von Rita Süssmuth, MatrixMedia-Verlag, Göttingen 2008, ISBN 978-3-932313-29-5; Inhaltsverzeichnis; Angaben aus der Verlagsmeldung.
- Die Entwicklung Hannovers in den Jahren der Personalunion zwischen 1760 und 1870. Göttingen 2011.
- Der lange Arm der Geschichte. Die Beziehungen zwischen Braunschweig und Hannover. 2012.
- Welfen auf Englands Thron. Die Personalunion. Herzstück einer alten Beziehung. Laatzen 2013.
- Welfen auf Englands Thron. Die Personalunion 1714–1837. 1. Auflage, MatrixMedia-Verlag, Göttingen 2013, ISBN 978-3-932313-55-4; Angaben aus der Verlagsmeldung
- Kunst darf und muss provozieren. In: Reformationsfenster Marktkirche Hannover. Ev.-luth. Marktkirche Hannover St. Georgii et Jacobi (Hrsg.), Hannover 2020.